# Parque nacional de Campbell Bay
El Parque Nacional de Campbell Bay  es un parque nacional de la India, localizado en la isla de Gran Nicobar, la más grande de las Islas Nicobar en el este del Océano Índico, aproximadamente a 190 kilómetros al norte de la isla de Sumatra. Fue establecido como un parque nacional de India en el año 1992, y forma parte de la Gran Reserva de Biosfera Nicobar. Para los turistas extranjeros, se necesita un permiso especial para visitar Port Blair y otras islas. 
El parque tiene un área aproximada de 426 kilómetros cuadrados, y está separado del Parque Nacional de Galathea, más pequeño, por una zona colchón forestal de 12 kilómetros de ancho.

## Flora y fauna
En lo que se refiere a la flora, hay bosques siempreverdes tropicales y manglares; se pueden encontrar helechos arbóreos.
En cuando a la fauna, en el parque se encuentran mamíferos como el primate macaco cangrejero, la tupaya de las islas Nicobar, jabalíes y venados. Entre las aves que se pueden avistar en Campbell Bay están la paloma de Nicobar y talégalos.
Otros animales interesantes son el cangrejo de los cocoteros y las tortugas 
olivácea y laúd.